# Große Synagoge (Wyschniwez)

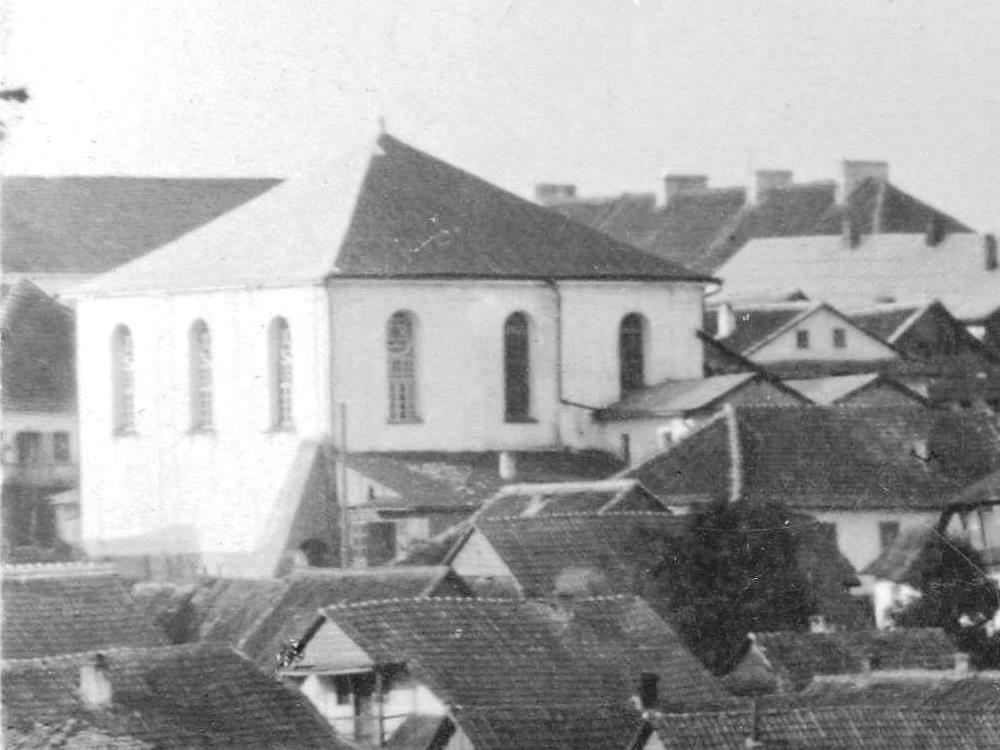
Die Synagoge im Jahr 1917

Die Große Synagoge in Wyschniwez, einer ukrainischen Siedlung städtischen Typs in der Oblast Ternopil, wurde Mitte des 19. Jahrhunderts gebaut. Sie ist heute ein Verwaltungsgebäude.

## Geschichte

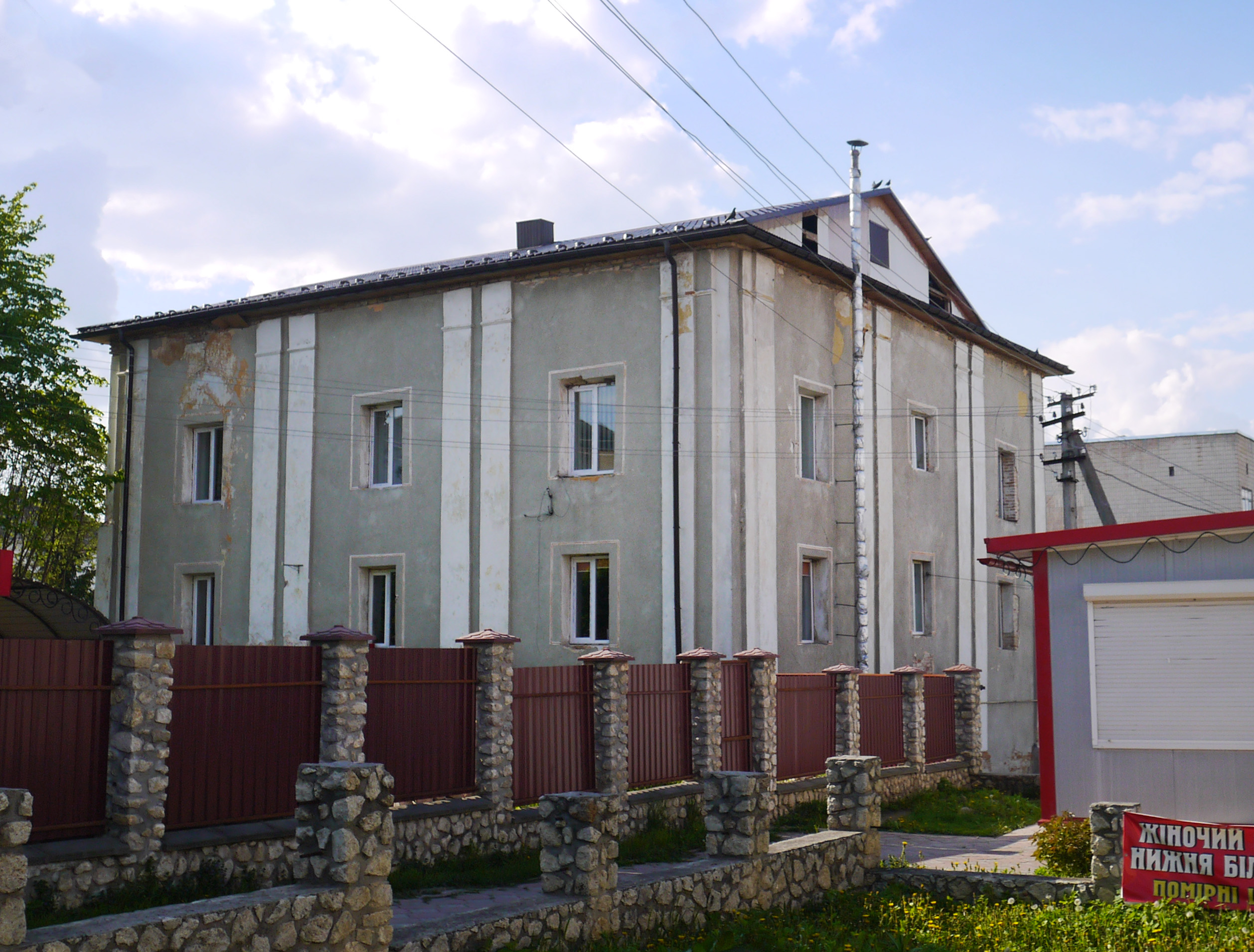
Das Gebäude im Jahr 2019

Das genaue Baudatum ist nicht bekannt; die früheste Erwähnung ist 1854. Daneben wurde 1867 von einer steinernen Synagoge in Wyschniwez berichtet. Völlig gesichert ist der Zeitraum 1872–74, da sie dort auf einem Gemälde von Napoleon Orda zu sehen ist.
Im Zweiten Weltkrieg wurde die Innenausstattung völlig zerstört. Nach dem Krieg wurde sie umgebaut: Die Anbauten entlang den Seiten im Norden, Westen und Süden wurden abgerissen. Innen wurden die vier Pfeiler, in deren Mitte sich die Bima befand und die die Decke stützen, ebenfalls abgerissen. Es wurde ein zweites Stockwerk eingezogen und der große Raum in kleinere Räume unterteilt. Die ehemals hohen Rundbogenfenster wurden durch zwei Reihen rechteckiger Fenster ersetzt. Statt des hohen Pyramidendachs hat das Gebäude jetzt ein flacheres Giebeldach.
Heute ist hier die Stadtverwaltung untergebracht.

## Architektur
Die Synagoge bestand aus der Haupthalle (dem Männergebetsraum) sowie im Westen dem Vestibül und weiteren Räumen darüber. Diese waren niedriger als die Synagoge, ließen aber nur Platz für Fenster, die aus einem Rundbogen bestanden. Entlang der Nord- und Südseite waren weitere, nochmals niedrigere, Anbauten mit Pultdächern. Darüber waren auf jeder Seite drei hohe Rundbogenfenster; ebenfalls gab es diese an der Ostwand, die von Anbauten frei war. Es ist zu vermuten, dass die Anbauten (ganz sicher der im Westen) gleichzeitig mit dem Hauptgebäude errichtet wurden.
Die Wände waren durch Pilasterpaare optisch unterteilt.
Die Haupthalle hatte in der Mitte massive Pfeiler, wodurch die Decke in neun gleich große Felder aufgeteilt wurde; ein Stilelement vieler Synagogen in Galizien und Wolhynien seit der ersten Hälfte des 17. Jahrhunderts. Zwischen diesen stand die (im Krieg zerstörte) Bima.
Der Toraschrein an der Ostwand war mehrstufig, seitlich von Säulen eingerahmt und reich verziert. In der zweiten Ebene waren die Gesetzestafeln, darüber segnende Hände. Abgeschlossen wurde das Ganze durch einen Aufbau, der die Form einer Krone hatte und von Greifvögeln und auf der Spitze einem Doppeladler umrahmt war.